# دوبر
دوبر (بالإنجليزية: Dubber)‏ هو برنامج لتسجيل المكالمات قائم على السحابة والتي تعمل بنموذج عرض البرمجيات كخدمة (SaaS). تأسست Dubber في ملبورن، أستراليا في عام 2011 من قبل James Slaney Steve McGovern and Adrian Di Pietrantonio، والآن تخدم مزودي خدمات الاتصالات وعملاء المشاريع أو الشركات على مستوى العالم.

## التاريخ
في عام 2013 قامت شركة Dubber بجمع 6 ملايين دولار في استثمارات Angel، والذي سمح بتطوير التكرار الأول لتسجيل مكالمات خدمات السحابة (Cloud)، والتي تم تسجيلها عام 2015 وهو العام الذي أصبحت Dubber عامة في البورصة الأسترالية (ASX) بموجب الرمز DUB. .
في مايو 2015، Dubber إجتازت سلسلة من اختبارات التشغيل الصارمة مع بائع رائد في الاتصالات الموحدة، BroadSoft (وهو برنامج تواصل عالمي ومزود خدمة نشر عن طريق نظام سيسكو). يسمح هذا الحل المدمج للمستخدمين بنشر تسجيل المكالمات فوق شبكة BroadSoft الخاصة بهم بدون الحاجة إلى أي أجهزه أضافية. بعد هذه الأخبار، أعلنت Dubber في يونيو 2015 عن نمو بنسبة 141% للمستخدمين في النصف الأول من ذلك العام.  
في عام 2016، ازدادت علاقة Dubber مع BroadSoft عن طريق الإعلان عن شراكة مع عرض BroadCloud.

## التقنية
تشتهر Dubber بتوفير طريقة جديدة لتسجيل المكالمات وتزويد الخدمة ومزود خدمة الهاتف (Telcos)، مع التخلص من الحاجة إلى نشر أجهزة إضافية والتي بدورها تُقَدَم لشركات الاتصالات الهاتفية وعملاء الهاتف المحمول.
يُعرف مزودي الخدمات بالاستفادة من مختبر Dubber's لتنفيذ واختبار السيناريوهات قبل بدء البث المباشر.علاوةً على ذلك، عندما يتعلق الأمر بالنشر، كانت واجهة برمجيات الكمبيوتر الخاصة بشركة Dubber لها دور مهم في دمج تسجيل المكالمات بشكل كامل إلى خدمات مزودي الخدمة.

## روابط خارجية
- Official Company Website